# Corpo aortico
Il corpo aortico è uno dei numerosi piccoli gruppi di chemocettori, barocettori e cellule di supporto situati lungo l'arco aortico.
Alcune fonti equiparano i "corpi aortici" e i "corpi paraaortici", mentre altre fonti li distinguono esplicitamente. Quando viene fatta una distinzione, i "corpi aortici" sono chemocettori che regolano il sistema circolatorio, mentre i "corpi paraaortici "sono le cellule cromaffini che producono catecolamine.

## Funzione
Misura i cambiamenti della pressione sanguigna e della composizione del sangue arterioso, comprese le pressioni parziali di ossigeno, di anidride carbonica e il pH. I chemocettori responsabili dei cambiamenti di rilevamento dei gas ematici sono chiamati cellule dei glomi.
È connesso al midollo allungato tramite i rami afferenti del nervo vago. Il midollo, a sua volta, regola la respirazione e la pressione sanguigna. Le alterazioni più frequenti sono dei tumori, i paragangliomi